# Kepler-68
Kepler-68 è una stella nella costellazione del Cigno, situata a una distanza di circa 440 anni luce dalla Terra. Si tratta di una stella simile al Sole attorno alla quale, nel 2013, sono stati scoperti tre pianeti extrasolari utilizzando il telescopio spaziale Kepler.

## Caratteristiche fisiche
Il tipo spettrale della stella è G1V, la massa e il raggio della stella sono pari rispettivamente a 1,08 M⊙ e 1,24 R⊙, si tratta quindi di una nana gialla dalle caratteristiche simili a quelle del Sole, seppur leggermente più grande e più calda. Ha un'età stimata media superiore a quella del Sole e una maggior presenza di metalli rispetto alla nostra stella.

## Sistema planetario
I primi due pianeti, Kepler-68 b e Kepler-68 c, sono stati scoperti con il metodo del transito nel 2013 e hanno un raggio di 0,2 e 0,08 volte quello di Giove. Un ulteriore studio sulla velocità radiale della stella ha poi rivelato la presenza di un terzo pianeta di tipo gioviano, Kepler-68 d, che orbita più esternamente rispetto ai primi due. Lo stesso studio ha anche permesso di stimare la massa del pianeta più interno in 0,024 volte quella di Giove, o 8,3 volte la massa della Terra. Il secondo pianeta con un raggio poco inferiore a quello terrestre ed è quasi certamente di tipo roccioso, mentre la natura del primo pianeta è più incerta, poiché con una massa sensibilmente maggiore potrebbe aver ritenuto una densa atmosfera ricca di idrogeno ed elio, ed essere quindi più simile a un nano gassoso.
Il terzo pianeta, Kepler-68 d orbita all'interno della zona abitabile della propria stella madre; ha una massa minima del 70% di quella di Giove ed è un gigante gassoso senza superficie solida, tuttavia potrebbe avere una esoluna di tipo terrestre con le condizioni adatte per sostenere acqua liquida in superficie. Situato a 1,4 UA ma da una stella più luminosa del Sole la temperatura di equilibrio del terzo pianeta è infatti intorno ai 240 K, di poco inferiore alla temperatura di equilibrio della Terra (255 K).
Nel 2023 è stato scoperto un quarto pianeta, la cui massa minima è paragonabile a quella di Saturno.

### Prospetto
Segue un prospetto con le caratteristiche del sistema planetario:
| Pianeta | Tipo        | Massa      | Raggio   | Periodo orb.    | Sem. maggiore | Eccentricità | Incl. orbita | Scoperta |
| ------- | ----------- | ---------- | -------- | --------------- | ------------- | ------------ | ------------ | -------- |
| b       | Mininettuno | 8,4±1,5 M⊕ | 2,31 r⊕  | 5,4 giorni      | 0,061 UA      | —            | 87,6°        | 2013     |
| c       | Terrestre   | 2,7±1,9 M⊕ | 0,927 r⊕ | 9,6 giorni      | 0,09 UA       | —            | 86,93°       | 2013     |
| d       | Gigante     | ≥236±10 M⊕ | —        | 632,6 giorni    | 1,469 UA      | 0,19         | —            | 2013     |
| e       | Gigante     | ≥165±50 M⊕ | —        | 4464±100 giorni | 5,379 UA      | 0,29         | —            | 2023     |